# St.-Josef-Kathedrale (Groningen)

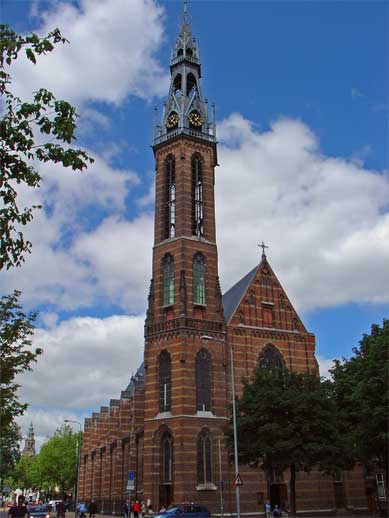
St.-Josef-Kathedrale, links unten im Hintergrund der Turm der Martinikerk

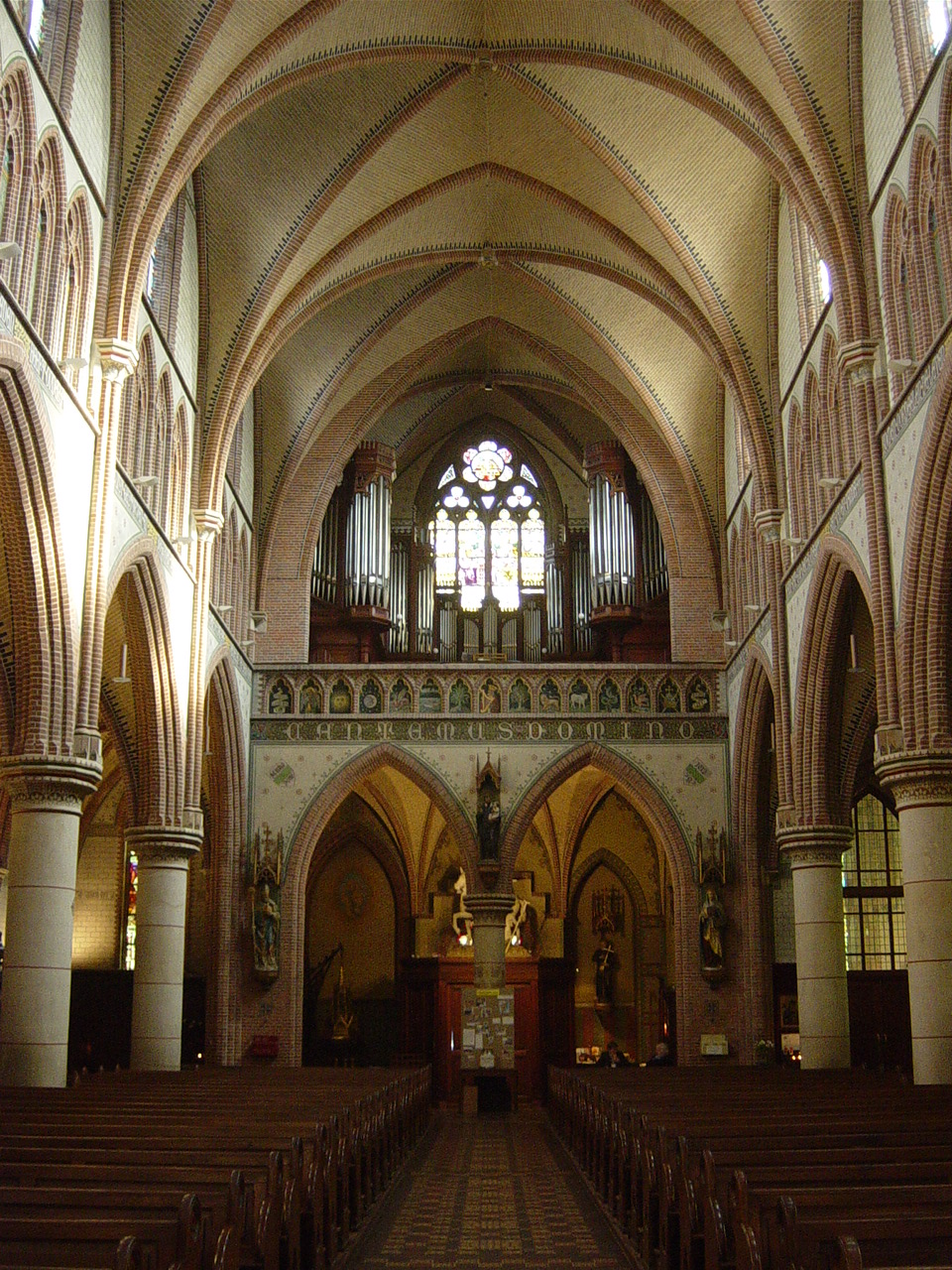
Der Innenraum der Kathedrale mit Blick zur Orgelempore

Die St.-Josef-Kathedrale (niederländisch Sint-Jozefkathedraal) ist die römisch-katholische Bischofskirche des Bistums Groningen-Leeuwarden in Groningen. Sie gehört zur Pfarre St. Martinus.

## Geschichte
Infolge der Reductie van Groningen 1594 wurde Groningen reformiert, die katholischen Kirchen wurden in reformierte Kirchen umgewandelt und der öffentliche katholische Gottesdienst in der Stadt verboten. Im Jahre 1815 wurde das Königreich der Vereinigten Niederlande gegründet, in dem die Katholiken in der Mehrheit waren. Dieser Umstand verlangte, dass zumindest ein Teil der antikatholischen Gesetze aufgehoben und ein gewisser konfessioneller Ausgleich zwischen Protestanten und Katholiken geschaffen wurde. Im Zuge dessen wurde den Groninger Katholiken im selben Jahr 1815 die einstige Franziskanerkirche (Broerkerk) in der Broerstraat zurückgegeben. Das schnelle Wachstum der Zahl der Groninger Katholiken verlangte eine weitere, größere Kirche. Als Standort der zweiten katholischen Kirche in der Stadt Groningen wurde der Radesingel im Arbeiterbezirk Oosterpoort im Südosten der Stadt gewählt. Entsprechend wurde die Kirche nach Josef von Nazaret, dem Zimmermann und Schutzheiligen der Werktätigen, benannt.
Der Architekt Pierre Cuypers entwarf mit Beiträgen seines Sohnes Jos Cuypers einen neugotischen Bau mit einem 76 Meter hohen Kirchturm. Der Entwurf der dreischiffigen Basilika ohne Querhaus ist, wie der der Vituskirche in Bussum, angelehnt an den Bau der Broederenkerk (Brüderkirche) in Zutphen. Der schlanke gusseiserne Kirchturm erhielt eine ungewöhnliche, sechseckige Form mit gusseisernem Aufsatz.
1886 begann der Kirchbau. Am 25. Mai 1887 wurde die Sint-Jozefkerk geweiht. Der Innenraum der Kirche war zunächst mit seinen weiß verputzten Wänden sehr schlicht gehalten, wurde aber durch Schenkungen der Gemeindemitglieder, besonders des Ehepaars Rikkers-Lubbers, weiter ausgestaltet, etwa durch die Bleiverglasungen der Fenster. Die reiche Ausmalung und die Kirchenfenster trugen dazu bei, dass St. Josef 1974 in die Liste der Rijksmonumente aufgenommen wurde. 1891 wurde die bis dahin ganz Groningen umfassende Pfarrei St. Martinus geteilt und die Sint-Jozefkerk zur Pfarrkirche erhoben.
Als 1955 das Bistum Groningen wiedererrichtet wurde, war zunächst die Sint-Martinuskerk zur Kathedrale des Bistums erhoben worden. Die Martinuskirche war 1895 – ebenfalls nach Plänen von Pierre Cuypers – am Standort der dazu abgerissenen Broerkerk erbaut worden. 1981 wurde die Martinuskirche ihrerseits geschlossen und im Folgejahr abgerissen, um der Universitätsbibliothek Platz zu machen. Infolgedessen übernahm die damalige Sint-Jozefkerk 1981 die Funktion der Bischofskirche.

## Der Turm
Durch die sechseckige Form des Turms sieht man immer zwei oder gar drei der sechs Uhren. Da das Mehrfachsehen eine der Trunkenheit zugeschriebene Folge ist, bekam der Turm den Spitznamen „dronkemanstoren“ („Trunkenboldturm“).

## Orgel

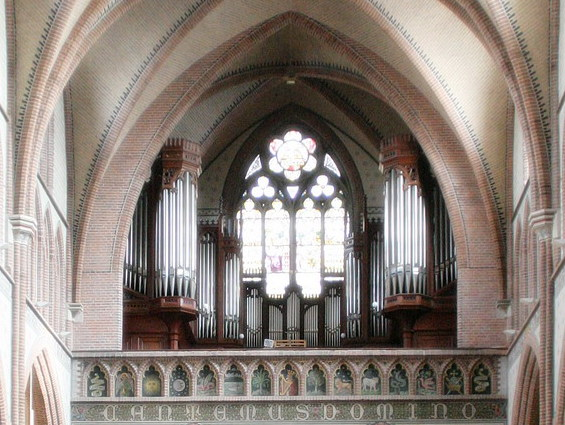
Die Orgel der St.-Josef-Kathedrale

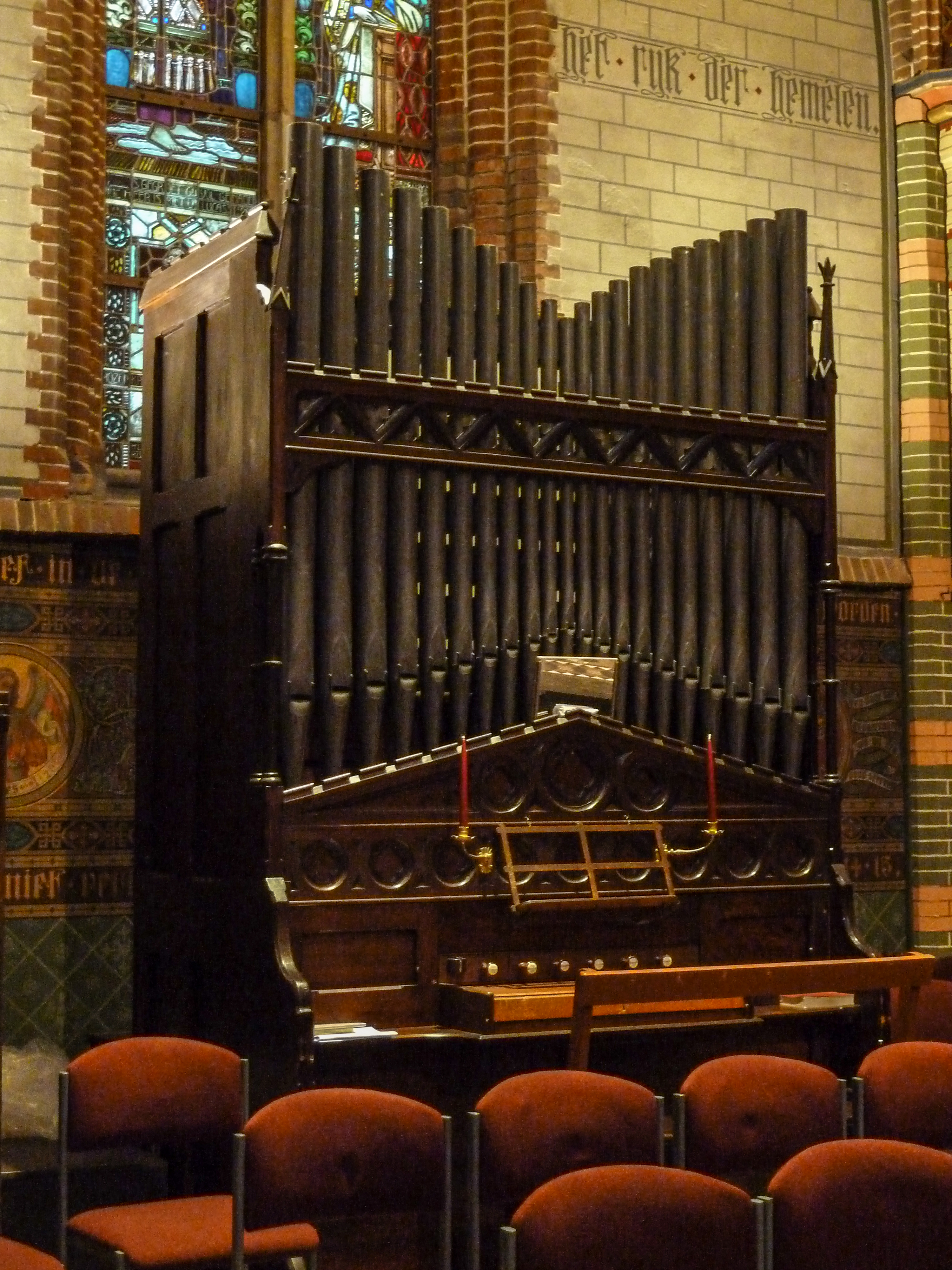
Die Chororgel

Die Orgel wurde in den Jahren 1905 bis 1906 von dem niederländischen Orgelbauer Michael Maarschalkerweerd mit 24 Registern auf zwei Manualen und Pedal erbaut. Das Instrument wurde zuletzt 2004 bis 2005 restauriert, wobei die originale Disposition von 1906 Ausgangspunkt war. Die Disposition der Orgel lautet (mit niederländischen Bezeichnungen) wie folgt:
| I Hauptwerk C–f3 |                  |     |
| 1.               | Prestant         | 8′  |
| 2.               | Bourdon          | 16′ |
| 3.               | Salicionaal      | 8′  |
| 4.               | Fluit harmonique | 8′  |
| 5.               | Bourdon          | 8′  |
| 6.               | Octaaf           | 4′  |
| 7.               | Roerfluit        | 4′  |
| 8.               | Nazard           | 3′  |
| 9.               | Dolce            | 8′  |
| 10.              | Mixtuur II-IV    |     |
| 11.              | Trompet          | 8′  |

| II Schwellwerk C–f3 |                  |    |
| 12.                 | Gamba            | 8′ |
| 13.                 | Voix Celeste     | 8′ |
| 14.                 | Holfluit         | 8′ |
| 15.                 | Quintadeen       | 8′ |
| 16.                 | Fluit octaviante | 4′ |
| 17.                 | Gemshoorn        | 2′ |
| 18.                 | Zacht gedekt     | 8′ |
| 19.                 | Basson Hobo      | 8′ |
|                     | Tremolo          |    |

| Pedal C–d1 |            |     |
| 20.        | Contra bas | 16′ |
| 21.        | Subbas     | 16′ |
| 22.        | Open fluit | 8′  |
| 23.        | Gedekt     | 8′  |
| 24.        | Bazuin     | 16′ |

- Koppeln: II/I, I/P, II/P

Außer der großen Orgel gibt es noch eine ältere kleine Chororgel.